# Stenandrium crenatum
Stenandrium crenatum är en akantusväxtart som beskrevs av Ignatz Urban. Stenandrium crenatum ingår i släktet Stenandrium och familjen akantusväxter. Inga underarter finns listade i Catalogue of Life.